# Ашленд (Виргиния)
Ашленд  (англ. Ashland) — город в округе Хановер в штате Виргиния США. По данным переписи 2020 года, численность населения составляла 7565 человек.

## Население
| 2010 | 2020  |
| ---- | ----- |
| 7225 | ↗7565 |